# ClearSpace
ClearSpace is een Zwitsers bedrijf, gevestigd in Renens kanton Vaud, wat is gespecialiseerd in het verwijderen van ruimteschroot. Het in 2018 opgerichte bedrijf is een Spin-off van de Technische Universiteit van Lausanne (EPFL) waar het concept voor de ClearSpace-1- missie is ontwikkeld. In dat project zijn methoden uitgewerkt voor een rendez-vous met kleine afgedankte satellieten en ruimteschroot, Na het succesvol vastgrijpen van het object zal zowel de grijper als het schroot bij binnenkomst in de atmosfeer van de Aarde verbranden.
In 2019 werd ClearSpace door de Europese Ruimtevaartorganisatie (ESA) aangewezen als consortiumleider voor de ClearSpace-1 missie die rond 2025 zal plaatsvinden.